# Manubrium (orgel)
Manubrium, från latinet = handtag (manus = hand); används i orglar med pneumatiskt eller elektriskt registersystem för att koppla till och ifrån en stämma eller ett koppel.

## Funktion
Ett manubrium är en vippa, som vid nedtryckning av undre delen ansluter till exempel ett orgelregister så att detta ljuder när man spelar. En tryckning på överdelen kopplar ifrån anslutningen. Manubrierna har således samma funktion som registerandrag. De används också för manövrering av koppel och eventuell tremulant.  
Manubrierna placeras antingen ovanför översta manualen eller på ömse sidor om manualerna; någon gång fördelade på båda dessa platser. De kan vara olikfärgade för att förtydliga till vilken klaviatur de hör. 
Vid pneumatisk registratur påverkar registermanubriet en liten kilbälg som skickar iväg en luftimpuls in till väderlådan där den påverkar aktuellt register; vid elektrisk registratur fungerar vippan som strömbrytare.